# Internationale französische Tennismeisterschaften 1965
Die 64. internationalen französischen Tennismeisterschaften 1965 waren ein Tennis-Sandplatzturnier der Klasse Grand Slam, das von der ILTF veranstaltet wurde. Es fand vom 17. bis 29. Mai in Roland Garros, Paris, Frankreich statt.
Titelverteidiger im Einzel waren Manuel Santana bei den Herren sowie Margaret Smith bei den Damen. Im Herrendoppel waren Roy Emerson und Ken Fletcher, im Damendoppel Margaret Smith und Lesley Turner und im Mixed Margaret Smith und Ken Fletcher die Titelverteidiger.

## Herreneinzel
Setzliste
| Nr. | Spieler            | Erreichte Runde |
| --- | ------------------ | --------------- |
| 01. | Manuel Santana     | 2. Runde        |
| 02. | Roy Emerson        | Halbfinale      |
| 03. | Nicola Pietrangeli | 4. Runde        |
| 04. | Fred Stolle        | Sieg            |
| 05. | Pierre Darmon      | 4. Runde        |
| 06. | Martin Mulligan    | 3. Runde        |
| 07. | Neale Fraser       | 2. Runde        |
| 08. | Cliff Drysdale     | Halbfinale      |

| Nr. | Spieler             | Erreichte Runde |
| --- | ------------------- | --------------- |
| 09. | Ramanathan Krishnan | 4. Runde        |
| 10. | Keith Diepraam      | 2. Runde        |
| 11. | Frank Froehling     | 2. Runde        |
| 12. | John Newcombe       | Viertelfinale   |
| 13. | István Gulyás       | 2. Runde        |
| 14. | Tony Roche          | Finale          |
| 15. | Jaidip Mukerjea     | 4. Runde        |
| 16. | Michael Sangster    | 2. Runde        |

## Dameneinzel
Setzliste
| Nr. | Spielerin          | Erreichte Runde |
| --- | ------------------ | --------------- |
| 01. | Margaret Smith     | Finale          |
| 02. | Maria Esther Bueno | Halbfinale      |
| 03. | Lesley Turner      | Sieg            |
| 04. | Nancy Richey       | Halbfinale      |
| 05. | Françoise Dürr     | Viertelfinale   |
| 06. | Ann Jones          | Viertelfinale   |
| 07. | Annette van Zyl    | Viertelfinale   |
| 08. | Helga Schultze     | Achtelfinale    |

| Nr. | Spielerin             | Erreichte Runde |
| --- | --------------------- | --------------- |
| 09. | Norma Baylon          | Viertelfinale   |
| 10. | Jane Albert           | 2. Runde        |
| 11. | Julie Heldman         | 2. Runde        |
| 12. | Madonna Schacht       | 2. Runde        |
| 13. | Jitka Volavkova       | 3. Runde        |
| 14. | Jacqueline Rees-Lewis | 3. Runde        |
| 15. | Gail Sherriff         | Achtelfinale    |
| 16. | Tory-Ann Fretz        | 2. Runde        |